# Hódzsó Szóun
Hódzsó Szóun (1432–1519) a Go-Hódzsó daimjó-család alapítója. Ismert Isze Sinkuró, Nagaudzsi, Moritoki, Szózui néven is. A Szóun élete végén felvett szerzetesi neve volt.

## Életrajza
Származásáról a legelfogadottabb elmélet az, hogy a Kinki vidékén birtokos Isze házba született, bár van olyan forrás, amely Biccsú tartományból származónak tartja. E változat szerint apja Isze Moriszada, nevelőapja Isze Szadamicsi volt. Az Ónin-háború idején menekült el Kiotóból s Szurugába, nővére, Kitagava-dono férjéhez, Imagava Jositadához ment.
1476-ban Jositada halála után örökösödési harc tört ki annak fia, Tacuómaru és egy idősebb családtag, Ósika (Imagava) Norimicu között. Sinkuró a vitában Tacuómaru mellé állt s érdemeket szerzett a háború megelőzésében. 1487-ben Ósika Norimicu ismét megkísérelte magához ragadni a hatalmat, Sinkuró nővére kérésére a fővárosból, ahol időközben szolgálatba állt Szurugába tér vissza, ezúttal már katonai erővel elpusztította Norimicut. Kókokudzsi várát kapta jutalmul szolgálataiért.
1493-ban az Izuban kitört válságot kihasználva betört a tartományba és Izu daimjója lett.
Székhelyét Nirajamába (Izu) helyezte át. 2 évvel később csellel megszerezte Odavara várát Ómori Fudzsijoritól, megvetve a lábát Szagami tartományban is. Háta fedezése miatt szövetségre lépett a Kai-beli Takeda Nobucunával.
1501-ben behatolt Kai tartományba, összecsapott Takeda Nobucuna csapataival. 1505-ben csapatokat küldött az Ógigajacu-Ueszugik támogatására a Jamanoucsi-Ueszugikkal szemben. Sinkuró céljai szempontjából fontos volt, hogy a két Ueszugi-ág szemben álljon egymással és egyik a másikat gyengítse. Ez indokolta segítségét az akkor már láthatóan leszálló ágban lévő Ógigajacu-vonal részére, megakadályozandó a Jamanoucsi teljes győzelmét. Számítása bevált, a tacsikavai ütközet mindkét fél számára veszteségekkel járt, de nem döntötte el a vetélkedést.
1512-ben megtámadta a Szagamiban birtokos Miura-házat, kiűzte őket Okazaki várából, amivel Kamakura a kezébe került. Folytatta Szagami meghódítását, folyamatosan szorítva vissza a Miurákat és a velük szövetséges kisebb daimjókat. 4 évvel később a Miura-félsziget utolsó erősségei is elestek, Miura Josiacu és fia, Josimoto végleg elbuktak. Sinkuró egész Szagami ura lett.
1518-ban visszavonult, a ház vezetését fiára, Udzsicunára hagyta. Felvette a Szóun szerzetesi nevet. 1519-ben Nirajama várában meghalt.